# Daniel Köppl
Daniel Köppl (* 27. října 1973) je český marketér hnutí ANO Andreje Babiše. V minulosti se živil jako novinář, mediální manažer. Je specialista na problematiku komerční komunikace, od července 2021 je členem Rady pro rozhlasové a televizní vysílání.

## Život
V letech 1996 až 2001 vystudoval masovou komunikaci na Univerzitě Karlově v Praze (získal titul Mgr.).
Profesní kariéru začínal ve výzkumné agentuře Opinion Window / Research International. Mezi lety 1998 a 1999 byl šéfredaktorem časopisu Strategie. V letech 2000 až 2013 působil ve vydavatelství Economia, kde měl na starosti divizi B2B titulů. Byl zároveň šéfredaktorem časopisu Marketing & Media. Důvodem odchodu z vydavatelství byly rozdílné názory na další vývoj titulů.. V průběhu jeho vedení získal opakovaně ceny Časopis roku, který uděluje sdružení Unie vydavatelů. 
V letech 2012–2014 vedl slovenský odborný magazín Stratégie, který vycházel ve vydavatelství Ecopress. V průběhu jeho vedení změnil titul jak grafickou podobu, tak se modernizoval i obsahový koncept. V jeho  v roce 2014, kdy začal pracovat v mediálním domě Empresa Media.
V letech 2013 až 2020 pak pracoval pro mediální společnost a vydavatelství Empresa Media Jaromíra Soukupa. Nejprve přišel na místo šéfredaktora tehdy vznikajícího oborového týdeníku MarketingSalesMedia. Rok nato se stal ředitelem redakcí, pár měsíců poté klíčovým manažerem vydavatelství. Mezi roky 2016 a 2020 byl i členem dozorčí rady akciové společnosti Empresa Media.
Od září 2020 projektově spolupracoval na systému Chytré karantény, společné aktivity Ministerstva zdravotnictví ČR a Ministerstva obrany ČR. Působil jako koordinátor komunikace. V srpnu 2021 se stal ředitelem odboru komunikace s veřejností na Ministerstvu zdravotnictví ČR. Podílel se na reklamní kampani na očkování proti nemoci Covid, která se jmenovala Tečka. Součástí této kampaně byl i vznik prvních očkovacích center v obchodních centrech. Za tuto kampaň pak získal ocenění EFFIE.  
V roce 2020 spoluzaložil židovské komunitní centrum JCC Prague, které má za cíl vytvořit v Praze centrum židovského života, kultury a podnikání. Jeho cílem je podporovat pozitivní vnímání židovské kultury a státu Izrael mezi širokou veřejností. V prosinci 2023 JCC Prague vytvořilo děkovnou kampaň ČR za podporu, kterou Izrael získal po říjnovém teroristickém útoku.
V červenci 2021 jej Poslanecká sněmovna PČR zvolila členem Rady pro rozhlasové a televizní vysílání. Na tuto funkci jej nominovalo hnutí ANO 2011. Ve volbě získal 83 ze 156 možných hlasů (ke zvolení bylo třeba 79 hlasů). V květnu 2023 jej Poslanecká sněmovna PČR z funkce odvolala, protože měl porušit zásadu nestrannosti a nezávislosti, když působil ve volebním týmu Andreje Babiše během kampaně před prezidentskými volbami 2023 a je poradcem prvního místopředsedy hnutí ANO Karla Havlíčka. Městský soud v Praze usnesení Poslanecké sněmovny ale 23. května 2024 zrušil s tím, že poslanci, jež Köppla odvolali, řádně neodůvodnili své rozhodnutí a nevypořádali se s argumenty Köppla.
V říjnu 2023 vpustil do budovy Krajského úřadu Středočeského kraje muže, který následně v budově vylepil letáky spojující hejtmanku Petru Peckovou s kriminální kauzou Dozimetr. Hejtmanka poté podala trestní oznámení pro pomluvu a pro lživé obvinění. V březnu 2024 Policie ČR uvedla, že žádný trestný čin neodhalila, ale věc postoupila správnímu orgánu kvůli možnému přestupku.